# Escritura kushán

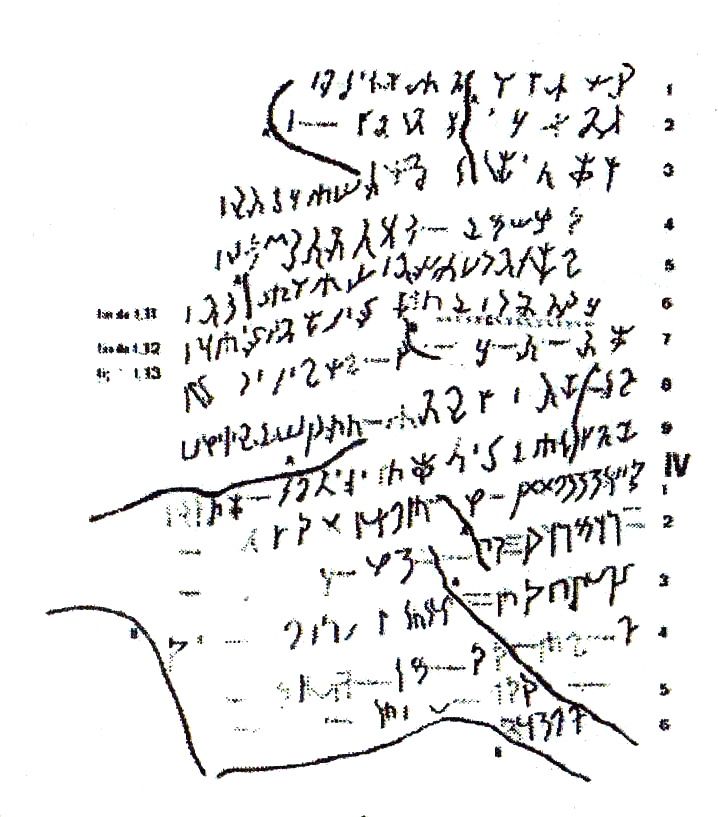
Facsímil de la parte de la inscripción en la trilingue (ahora destruida) de Dasht-e Nawor (Dasht-i Nawūr, Sistan, Afganistán) en escritura issyk-bactriana.

La escritura kushán desconocida (en francés: écriture inconnue, en ruso: neizvestnoe pis'mo, ambas significan escritura desconocida) es un sistema de escritura recientemente descifrado  de tipo alfasilábico, que se escribe de derecha a izquierda, utilizada para registrar una lengua irania media relacionada con la lengua bactriana. Se utilizó en partes de Asia Central entre 600-200 a. C. (dependiendo de la antigüedad de la escritura Issyk) y 700 d. C., incluido el Imperio kushán, asociado con los nómadas de la estepa euroasiática en la antigua Bactria. Fue descubierta por arqueólogos en la década de 1950. Los restos textuales consisten en esculturas en paredes de cuevas y cerámica pintada. La mayor parte de lo que se escribió probablemente se registró en hojas de palma o corteza de abedul que se había descompuesto. Fue utilizada por la administración kushán junto con las escrituras griega y la escritura karosti. La escritura contenía menos de 30 signos, probablemente unos 25. Posiblemente se trate de un escritura derivada del arameo imperial, modificada con diacríticos.
Se hicieron varios intentos de desciframiento, la mayoría centrados en la instancia más antigua de la escritura, la inscripción Issyk, sin éxito. El desciframiento parcial fue anunciado el 1 de marzo de 2023 por un equipo de la Universidad de Colonia, cuando se habían determinado los valores consonánticos de 15 signos, 2 ligaduras y 4 diacríticos vocálicos. El corpus está formado principalmente por inscripciones cortas originarias del territorio de los actuales Tayikistán, Afganistán y Uzbekistán. Un descubrimiento significativo que permitió avanzar en el desciframiento fue una talla bilingüe hallada en el río Almosi, en el noroeste de Tayikistán, que incluía una sección en lengua bactriana y escritura griega antigua. Se utilizó además de la inscripción trilingüe gandhara-gactriana-kushán descubierta en la década de 1960 en Dašt-i Nāwur, monte Qarabayu en Afganistán, ya que el nombre del emperador Vima Takto y su título de Rey de Reyes aparecen en ambos textos.
Vladimir Liwshits señaló originalmente que la inscripción de Issyk se parece a otras inscripciones posteriores del Imperio kushán, fechadas en los siglos II-III Esto incluye textos encontrados en Dašt-i Nāwur, Surkh Kotal, Alejandría de Oxiana, y otras siete inscripciones cortas. V. Liwshits y E. Rtveladze sugirieron llamarla escritura Śaka, porque al parecer apareció en la época de los Śakas y fue utilizada por los que se unieron a los yuezhi para establecer el Imperio kushán. Harmatta propuso en 1999 un desciframiento basado en esta hipótesis. Sin embargo, debido a algunas desviaciones, Gérard Fussman planteó la hipótesis de que podían atribuirse a varios sistemas de escritura. La hipótesis saka también fue recibida con escepticismo debido a la posibilidad de que la inscripción de Issyk procediera de Bactriana a través del comercio o el botín. En 2014, la mayoría de los expertos consideraban que la escritura estaba sin descifrar.
Algunos investigadores han alegado similitudes con el antiguo alfabeto turco y han intentado leerlas como inscripciones en turco antiguo. Sin embargo, debido a que todos los intentos varían ampliamente en sus intentos de desciframiento, no se han considerado exitosos. Liwshits afirmó que esto se debe a que compartían un origen común en la escritura aramea imperial.